# Dahomey thuộc Pháp
Dahomey là một thuộc địa nằm trong Tây Phi thuộc Pháp, tồn tại từ năm 1894 đến 1958. Sau khi Đệ tứ Cộng hòa Pháp được thành lập, Dahomey trở thành thành viên của Liên hiệp Pháp và được tăng quyền tự trị. Ngày 11 tháng 12 năm 1958, với sự thành lập của Đệ Ngũ Cộng hòa Pháp, Liên hiệp Pháp chuyển thành Cộng đồng Pháp, lúc này Dahomey trở thành Cộng hòa Dahomey và được quyền tự trị. Đến ngày 1 tháng 8 năm 1960, Dahomey giành được độc lập hoàn toàn và đến năm 1975 thì đổi tên thành Bénin.

## Lịch sử

### Vương quốc Dahomey
Trong thế kỉ 13, người bản địa Yoruba ở Tây Niger được lãnh đạo bởi các tù trưởng địa phương nhưng từ thế kỉ 17, Vương quốc Dahomey được thiết lập dưới sự cai trị của một lãnh đạo duy nhất là oba. Dưới triều đại của Ewuare Đại đế, đế chế đã bành trướng khắp vùng châu thổ sông Niger tới vùng ngày nay là thành phố Lagos, Nigeria. Các oba biến Dahomey thành một quốc gia hùng mạnh với tổ chức quân sự chặt chẽ. Họ cũng có mối quan hệ tốt với Bồ Đào Nha và Hà Lan trong việc buôn bán nô lệ từ thế kỉ 15. Việc buôn bán nô lệ diễn ra trong suốt ba trăm năm, dẫn tới việc vùng này được gọi là "Bờ biển Nô lệ". Ảnh hưởng của các oba bị suy giảm do việc cấm buôn bán nô lệ ở các quốc gia phương Tây, hàng loạt cuộc tranh giành quyền lực và nổi loạn cho đến cuối thế kỉ 19. 

### Thuộc địa của Pháp
Người Pháp bắt đầu quá trình chiếm đóng và thuộc địa hóa xứ này năm 1872. Sau hai cuộc chiến tranh Pháp-Dahomey, nơi đây trở thành một xứ bảo hộ của Pháp năm 1894. Năm 1899, lãnh thổ đã được sáp nhập vào Tây Phi thuộc Pháp dưới cái tên Dahomey, thủ phủ là Porto-Novo.
Trong thời Pháp thuộc, một cảng biển đã được xây dựng ở Cotonou, đường sắt cũng được xây dựng. Cơ sở giáo dục được mở rộng nhờ Hội truyền giáo La Mã. Năm 1946, Dahomey trở thành một lãnh thổ hải ngoại với quốc hội riêng và có đại diện trong Quốc hội Pháp. Năm 1958, Dahomey trở thành Cộng hòa Dahomey (République du Dahomey), là nước cộng hòa tự trị nằm trong Cộng đồng Pháp.

### Độc lập
Vào ngày 1 tháng 8 năm 1960, Cộng hoà Dahomey được Pháp trao trả độc lập và đổi tên thành Bénin năm 1975. Tổng thống đầu tiên là Hubert Maga, người đảm nhận chức vụ Thủ tướng trong năm cuối cùng đất nước nằm dưới sự cai trị của Pháp.